# Narodni parki Južne Afrike
Južnoafriški narodni parki (SANParks) so organ, odgovoren za upravljanje južnoafriških narodnih parkov. SANParks je bil ustanovljen leta 1926 in trenutno upravlja 19 parkov, ki obsegajo 3.751.113 hektarjev (37.511,13 km2), več kot 3 % celotne površine Južne Afrike.
Številni parki ponujajo različne nastanitve. Najbolj znan park je Krugerjev narodni park, ki je tudi najstarejši (razglašen leta 1898) in največji s skoraj 2.000.000 hektarji (20.000 km2). Krugerjev narodni park in narodni park Mizasta gora sta dve izmed najbolj obiskanih turističnih znamenitosti Južne Afrike.
Čeprav niso določeni kot narodni parki, obstajajo druga zavarovana območja, kot so rezervati za divjad in naravni rezervati.

## Seznam parkov, ki jih upravlja SANParks
Naslednji so označeni kot nacionalni parki Južne Afrike:
| Ime | Slika | Lokacija                                                                           | Ustanovitev | Površina                               |
| --- | ----- | ---------------------------------------------------------------------------------- | --- | -------------------------------------- |
| Narodni park Addo Elephant                                                                                         |       | Vzhodna Kaplandija 33°16′S 25°26′E / 33.26°S 25.44°E                               | 1931 | 1642 km2                               |
| Narodni park Agulhas                                                                                               |       | Zahodna Kaplandija 34°30′S 20°00′E / 34.50°S 20.00°E                               | 14 september 1998                                                                                                   | 56,9 km2                               |
| Čezmejni narodni park ǀAi-ǀAis/Richtersveld Narodni park Richtersveld (Južna Afrika) Ai-Ais Hot Springs (Namibija) |       | Severna Kaplandija 28°03′14″S 17°02′05″E / 28.053889°S 17.034722°E                 | 2003 1991 1968 | 5920 km2 1624 km2 4611 km2             |
| Narodni park Augrabies Falls                                                                                       |       | Severna Kaplandija 28°35′28″S 20°20′18″E / 28.591111°S 20.338333°E                 | 1966 | 417 km2                                |
| Narodni park Bontebok                                                                                              |       | Zahodna Kaplandija 34°04′00″S 20°27′00″E / 34.066667°S 20.45°E                     | 1931 | 27,9 km2                               |
| Narodni park Camdeboo                                                                                              |       | Vzhodna Kaplandija 32°15′S 24°30′E / 32.25°S 24.5°E                                | 30. oktober 2005 1979 (Naravni rezervat Karu)                                                                       | 194 km2                                |
| Narodni park Garden Route                                                                                          |       | Zahodna Kaplandija 34°00′S 23°15′E / 34°S 23.25°E                                  | 6. marec 2009 1985 (Območje narodnega jezera Knysna) 1964 (Narodni park Tsitsikamma) 1985 (Narodni park Wilderness) | 1210 km2 (150 km2) (639 km2) (106 km2) |
| Narodni park Golden Gate Highlands                                                                                 |       | Svobodna država Oranje 28°30′22″S 28°37′00″E / 28.506111°S 28.616667°E             | 1963 | 116 km2                                |
| Narodni park Karoo                                                                                                 |       | Zahodna Kaplandija 32°21′00″S 22°35′00″E / 32.35°S 22.583333°E                     | 1979 | 831 km2                                |
| Čezmejni park Kgalagadi Narodni park Kalahari Gemsbok (Južna Afrika) Narodni park Gemsbok (Bocvana)                |       | Severna Kaplandija 26°28′38″S 20°36′46″E / 26.47716141014315°S 20.61268169075392°E | 12. maj 2000 31. julij 1931 (neznan)                                                                                | 33.551 km2 9591 km2 28.000 km2(est.)   |
| Krugerjev narodni park                                                                                             |       | Limpopo in Mpumalanga 24°00′41″S 31°29′07″E / 24.011389°S 31.485278°E              | 31. maj 1926 | 19.623 km2                             |
| Narodni park Mapungubwe                                                                                            |       | Limpopo 22°12′S 29°24′E / 22.2°S 29.4°E                                            | 1995 | 536 km2 (207 sq mi)                    |
| Narodni park Marakele                                                                                              |       | Limpopo 24°24′S 27°36′E / 24.4°S 27.6°E                                            | 11. februar 1994 | 507 km2                                |
| Narodni park Meerkat (Obiskovalci niso dovoljeni)                                                                  |       | Severna Kaplandija 30°41′29″S 21°23′24″E / 30.691444°S 21.39°E                     | 27. marec 2020 | 1352,45 km2                            |
| Narodni park Mokala                                                                                                |       | Severna Kaplandija 29°10′00″S 24°21′00″E / 29.166667°S 24.35°E                     | 19. junij 2007 | 196 km2                                |
| Narodni park Mountain Zebra                                                                                        |       | Vzhodna Kaplandija 32°11′00″S 25°37′00″E / 32.183333°S 25.616667°E                 | 1937 | 284 km2                                |
| Narodni park Namaqua                                                                                               |       | Severna Kaplandija 30°02′36″S 17°35′10″E / 30.043333°S 17.586111°E                 | 1999 | 1350 km2                               |
| Narodni park Mizasta gora                                                                                          |       | Zahodna Kaplandija 33°58′00″S 18°25′30″E / 33.966667°S 18.425°E                    | 19. maj 1998 | 243 km2                                |
| Narodni park Tankva Karu                                                                                           |       | Severna Kaplandija 32°15′S 19°45′E / 32.25°S 19.75°E                               | 19. maj 1986 | 1216 km2                               |
| Narodni park West Coast                                                                                            |       | Zahodna Kaplandija 33°07′15″S 18°04′00″E / 33.120833°S 18.066667°E                 | 1985 | 363 km2                                |